# Wilkes-Barre/Scranton Penguins
Die Wilkes-Barre/Scranton Penguins sind ein US-amerikanisches Eishockeyfranchise der American Hockey League aus Wilkes-Barre, Pennsylvania. Die Penguins tragen ihre Heimspiele in der Mohegan Sun Arena at Casey Plaza aus und sind das Farmteam des National-Hockey-League-Franchises Pittsburgh Penguins und deswegen auch als Baby Pens bekannt.
Das Farmteam der Wilkes-Barre/Scranton Penguins wiederum sind die Wheeling Nailers (ECHL). Obwohl das Team bisher dreimal in der Finalserie stand, blieb den Penguins der Gewinn des Calder Cup bisher verwehrt.

## Geschichte
Die Wilkes-Barre/Scranton Penguins wurden 1999 als American-Hockey-League-Farmteam der Pittsburgh Penguins aus der National Hockey League gegründet. Das Team entstand durch die Umsiedlung und Umbenennung des Franchises, das im kanadischen Cornwall in der Provinz Ontario zuvor als Cornwall Aces in der AHL angetreten war. Ein Jahr bevor der Spielbetrieb aufgenommen wurde, beantragten die Pittsburgh Penguins Gläubigerschutz, während die Finanzen von den Gerichten kontrolliert wurden. Im September 1999 wurde Mario Lemieux neuer Eigentümer der Pittsburgh Penguins sowie der Wilkes-Barre/Scranton Penguins.
Die Penguins starteten in ihre Premierensaison mit Glenn Patrick als Trainer, der zuvor als Assistenztrainer bei den Syracuse Crunch tätig gewesen war. Die ersten 13 Spiele absolvierte das Team auswärts, da das Heimstadion in Wilkes-Barre später als geplant fertig gestellt werden konnte. Mit 60 Punkten aus 80 Spielen belegte die Mannschaft den letzten Platz in der Empire State Division und verpasste die Qualifikation für die Playoffs. Die 306 Gegentore in der regulären Saison waren ligaweit der schlechteste Wert in dieser Saison. John Slaney war mit 60 Scorerpunkten der erfolgreichste Spieler des Teams. Im Saisonverlauf kamen insgesamt sechs Torhüter zum Einsatz, von denen keiner einen Shutout schaffte.

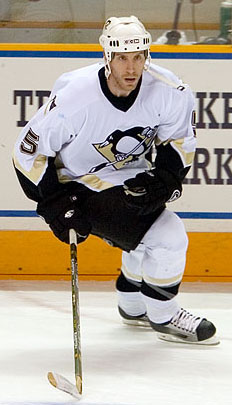
Rob Scuderi war langjähriger Leistungsträger bei den Penguins

Die folgende Saison 2000/01 brachte verbesserte sportliche Leistungen mit sich, die zur erstmaligen Qualifikation für die Playoffs führten. John Slaney, der bereits in der Premierensaison eine Stammkraft gewesen war, wurde als bester Verteidiger der regulären Saison mit dem Eddie Shore Award ausgezeichnet. Toby Petersen, ein Rookie, war mit 67 Punkten der beste Scorer in der regulären Saison. Rich Parent setzte sich als Stammtorhüter gegen seinen Konkurrenten Sébastien Caron durch, verließ das Team allerdings nach der Saison und ging zu den Iserlohn Roosters. Nach einem Erstrundensieg gegen die Syracuse Crunch setzten sich die Penguins eine Runde später in sechs Spielen auch gegen die Philadelphia Phantoms durch. In den Conference Finals traf das Team auf die Hershey Bears. Die ersten drei Begegnungen der Serie wurden durch Siege in der Overtime erfolgreich absolviert. Durch einen abschließenden 3:1-Sieg im vierten Spiel der Serie wurde der Sweep komplettiert und erstmals in der Franchise-Geschichte die Finalspiele um den Calder Cup erreicht. Die Penguins gewannen das erste Spiel der Serie mit 4:3 gegen die Saint John Flames, doch durch zwei Niederlagen in Folge geriet das Team in Rücklage, ehe in der vierten Begegnung durch einen 6:4-Erfolg der zweite Sieg erreicht wurde. Die folgenden zwei Begegnungen wurden knapp verloren und die Saint John Flames gewannen dadurch den Calder Cup.

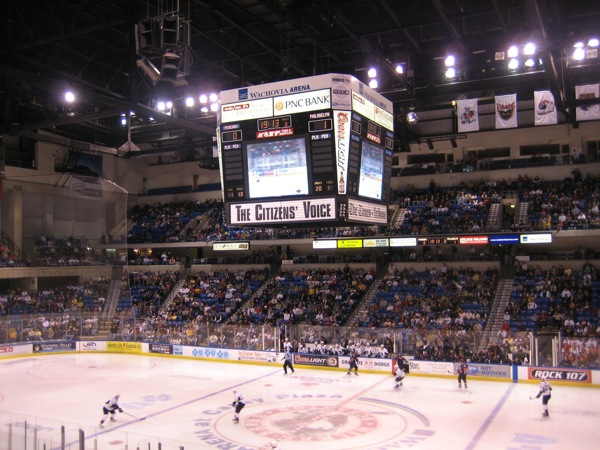
Die Mohegan Sun Arena at Casey Plaza, das Heimstadion der Penguins

In der Saison 2001/02 blieb die Mannschaft weit hinter ihren Vorjahreswerten zurück und erreichte zum Abschluss der regulären Saison lediglich 56 Punkte, die den letzten Rang in der South Division bedeuteten. Mit Kostopoulos und Sonnenberg waren zwar wichtige Stammkräfte in Wilkes-Barre geblieben, doch mit 274 Gegentoren stellte das Team die schlechteste Defensive der Liga. Eine Saison später gelang wieder der Sprung in die Endrunde. Rob Tallas hütete in 33 Spielen das Tor der Penguins und Jean-Sébastien Aubin stellte mit einer Fangquote von 93,7 % einen neuen Franchise-Rekord auf. In der ersten Runde der Playoffs scheiterte die Mannschaft in vier Spielen an den Grand Rapids Griffins. Cheftrainer Glenn Patrick wurde im Mai 2003 durch Michel Therrien abgelöst.
Die Penguins waren in der Spielzeit 2003/04 erneut in der Endrunde vertreten. Während der regulären Saison hatte die Mannschaft mit nur 197 erzielten Toren zwar einen Negativrekord aufgestellt, doch die Abwehrreihe um Patrick Boileau, David Kočí, Ross Lupaschuk und Rob Scuderi präsentierte sich im Vergleich zum Vorjahr stark verbessert. Torhüter Andy Chiodo hatte sich im Saisonverlauf einen Stammplatz im Tor der Penguins erkämpft, wurde allerdings zeitweise durch Sébastien Caron verdrängt. In den Playoffs absolvierte Marc-André Fleury, späterer Stanley-Cup-Sieger mit den Pittsburgh Penguins, seine ersten Spiele für die Baby Pens. Das Team startete in die Playoffs mit zwei Niederlagen gegen die Bridgeport Sound Tigers, ehe es einen 1:3-Serienrückstand durch drei Siege in Folge wettmachen konnte und sich so in sieben Begegnungen gegen Bridgeport durchsetzte. Auch die Serien gegen die Philadelphia Phantoms und Hartford Wolf Pack wurden erfolgreich überstanden und dadurch zum zweiten Mal in der Franchise-Geschichte die Finalspiele um den Calder Cup erreicht. In vier Begegnungen, zwei davon endeten in der Verlängerung, wurde die Serie zugunsten der Milwaukee Admirals entschieden, die ihren ersten Calder Cup gewannen.
Im folgenden Spieljahr setzte sich Marc-André Fleury als Stammtorhüter in Wilkes-Barre durch, wurde allerdings öfters durch Andy Chiodo und Dany Sabourin vertreten. Fleury stelle mit fünf Shutouts in der regulären Saison einen neuen Franchise-Rekord auf. Mit Michel Ouellet und Kris Beech erzielten zwei Spieler mehr als 60 Punkte und Ryan Whitney bestritt seine erste vollständige Saison als Profi, nachdem er in den letztjährigen Playoffs zum Stammspieler aufgestiegen war. Die erste Playoff-Runde wurde wie im Vorjahr siegreich gestaltet und in sechs Spielen die Binghamton Senators besiegt. In der zweiten Runde verlor das Team in fünf Begegnungen gegen die Philadelphia Phantoms und schied aus.

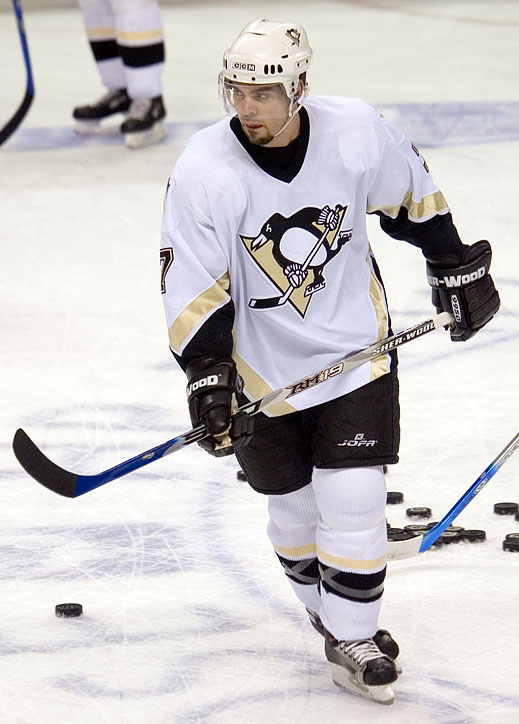
Michel Ouellet spielte von 2003 bis 2006 in Wilkes-Barre und ging danach zusammen mit Ryan Whitney in Pittsburgh aufs Eis

Die Saison 2005/06 begann mit einem neuen Startrekord für die Penguins, die 21 von 25 Spielen gewannen und ihren Cheftrainer Michel Therrien verloren, der von den Pittsburgh Penguins als Ersatz für Eddie Olczyk engagiert wurde. Für drei Spiele wurde zunächst Rick Kehoe als Interimslösung verpflichtet, ehe mit Joe Mullen ein Trainer bis zum Saisonende unter Vertrag genommen wurde. Mit 178 Gegentoren stellte das Team die statistisch beste Defensive in der regulären Saison. Die Penguins gewannen als bestes Team der East Division zum ersten Mal in ihrer Historie die F. G. „Teddy“ Oke Trophy. Mit 51 Siegen in der regulären Saison und 113 Punkten stellte die Mannschaft neue Franchise-Rekorde auf. Torwart Dany Sabourin wurde mit dem Aldege „Baz“ Bastien Memorial Award als bester Torhüter der Saison und dem Harry „Hap“ Holmes Memorial Award als Schlussmann mit dem geringsten Gegentorschnitt ausgezeichnet. Die beiden Rookies Jonathan Filewich und Ryan Stone schafften auf Anhieb den Sprung in den Stammkader. In den Playoffs scheiterte das Team erneut in der zweiten Runde, nachdem es in den Division Halbfinals die Bridgeport Sound Tigers in sieben Spielen besiegt hatte, allerdings in der folgenden Runde mit einem Sweep gegen die Hershey Bears unterlag.
Zur Saison 2006/07 wurde Todd Richards als Cheftrainer in Wilkes-Barre verpflichtet. Wie im Vorjahr gelangen 51 Siege in der regulären Saison, mit 276 Saisontoren wurde außerdem ein neuer Franchise-Rekord aufgestellt. Micki DuPont kehrte nach drei Jahren erneut zu den Penguins zurück, die Offensivabteilung der Mannschaft wurde in dieser Saison durch die Rookies Kyle Brodziak, Rob Schremp und Tyler Kennedy geprägt. Verteidiger Matt Carkner wurde mit dem Yanick Dupré Memorial Award für besonderes Engagement in der Gesellschaft ausgezeichnet. In den Playoffs setzte sich das Team in der ersten Runde gegen die Norfolk Admirals durch, ehe in den Division Finals ein erneutes Aufeinandertreffen mit den Hershey Bears folgte, das die Bears in fünf Begegnungen für sich entschieden. Zur Saison 2007/08 verpflichtete das Franchise Dan Bylsma als Assistenztrainer, der mit Cheftrainer Todd Richards zusammenarbeitete. Im Saisonverlauf setzte sich der Neuling John Curry auf der Position des Torwarts durch. Auch Verteidiger Alex Goligoski, ebenfalls ein Rookie, spielte eine ausgezeichnete Saison und wurde gemeinsam mit John Curry als Belohnung für seine guten Leistungen zum Saisonende ins All-Rookie Team gewählt. Tyler Kennedy absolvierte im Saisonverlauf noch zehn Spiele in Wilkes-Barre, bevor er sich in den nächsten Jahren dauerhaft im NHL-Kader der Pittsburgh Penguins festspielte. Die Mannschaft beendete die reguläre Saison auf dem ersten Platz in der East Division. Dieser Erfolg kam dank der guten Defensivleistung des Teams um Deryk Engelland, Alex Goligoski und Ben Lovejoy zustande. In den Playoffs besiegten die Penguins in den ersten beiden Runden die Hershey Bears und Philadelphia Phantoms in jeweils fünf Spielen. In den Conference Finals traf die Mannschaft auf die Portland Pirates. Die Mannschaft war in der Serie nach fünf Spielen mit 2:3 in Rückstand geraten, ehe sie die abschließenden zwei Begegnungen für sich entschied und zum dritten Mal in der Franchise-Geschichte die Calder-Cup-Finalspiele erreichte. Nach 2001 und 2004 blieb das Team abermals erfolglos und unterlag diesmal in sechs Begegnungen den Chicago Wolves.

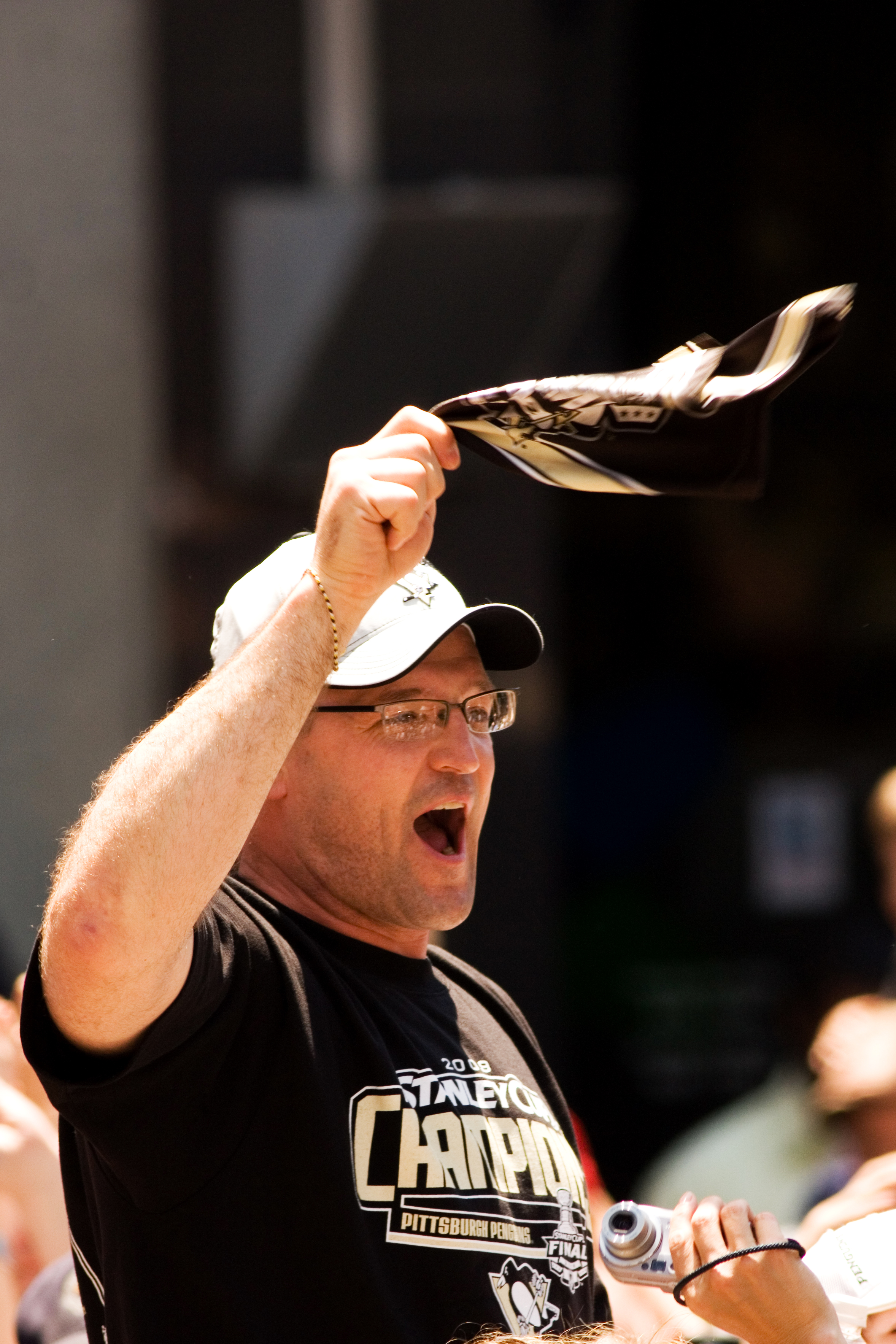
Dan Bylsma war von Juli 2008 bis Februar 2009 als Cheftrainer engagiert. Danach führte er die Pittsburgh Penguins zum Stanley-Cup-Sieg

Zum Saisonende verließ Todd Richards die Organisation der Penguins und nahm ein Angebot der San Jose Sharks an, um dort als Assistenztrainer zu fungieren. Die Position des Cheftrainers wurde mit Richards bisherigen Assistenten Dan Bylsma besetzt. Nach 54 Spielen in der Saison 2008/09 nahm Bylsma Mitte Februar 2009 ein Angebot der Pittsburgh Penguins an, um die vakante Position des Cheftrainers nach der Entlassung von Michel Therrien zu besetzen. Das Management in Wilkes-Barre engagierte Todd Reirden, der zuvor als Assistent unter Bylsma gewirkt hatte. Im Saisonverlauf spielte sich Janne Pesonen in den Vordergrund, der die reguläre Saison mit einer Bilanz von 82 Punkten beendete und dadurch den acht Jahre alten Rekord für die meisten Punkte in einer Saison von Toby Peterson übertraf. Nach einem Erstrundensieg gegen die Bridgeport Sound Tigers scheiterte die Mannschaft in Runde zwei in sieben Spielen an den Hershey Bears, die im Anschluss den Calder Cup gewannen. Auch in der Spielzeit 2009/10 war Reirden als Cheftrainer tätig, wobei in dieser Saison nicht an den Erfolg der letzten sechs Jahre angeschlossen wurde. Die Penguins schafften mit 87 Punkten knapp den Einzug in die Endrunde. In der ersten Runde scheiterte die Mannschaft in vier Spielen an den Albany River Rats. Im Anschluss wurde Todd Reirden in Wilkes-Barre nicht weiterbeschäftigt und von den Pittsburgh Penguins als Assistenztrainer verpflichtet.
Die Organisation entschied, John Hynes in der Position als Cheftrainer unter Vertrag zu nehmen. Unter seiner Führung startete die Mannschaft erfolgreich in die Saison 2010/11 und lag zum AHL All-Star Classic Ende Januar 2011 auf Platz eins der gesamten Liga. Das Team setzte sich im Saisonverlauf als punktbeste Mannschaft der Liga durch und stellte mit 117 Punkten in der regulären Saison einen neuen Franchise-Rekord auf. Brett Sterling erzielte als einziger Spieler über 50 Punkte und die Mannschaft fiel vor allem durch ihre Defensivstärke auf. Die Penguins stellten mit 183 Gegentoren die beste Abwehr der Liga, dies wurde vor allem durch die konstanten Torwartleistungen des Duos John Curry und Brad Thiessen begünstigt. Thiessen wurde von der AHL mehrfach ausgezeichnet, nachdem er mit einer Fangquote von 92,2 % und sieben Shutouts überzeugt hatte, und fand Aufnahme ins First All-Star Team der Liga sowie erhielt die Ehrung als bester Torwart des Jahres mit dem Aldege „Baz“ Bastien Memorial Award.
In den Playoffs startete die Mannschaft mit zwei Niederlagen, bevor durch vier Siege in Folge die Norfolk Admirals bezwungen wurden. Die zweite Runde hingegen war wenig erfolgreich geprägt und das Team scheiterte in sechs Begegnungen gegen die Charlotte Checkers, nachdem die Penguins im sechsten Spiel der Serie bis ins dritte Drittel mit 3:0 geführt hatten und den Vorsprung in den letzten zehn Minuten der Partie noch einbüßten.

## Spielstätten
Die Wilkes-Barre/Scranton Penguins spielen seit 1999 in der Mohegan Sun Arena at Casey Plaza, einer Multifunktionsarena, die für Eishockeyspiele 8.050 Zuschauerplätze fasst. Die Arena wurde am 13. November 1999 als Northeastern Pennsylvania Civic Arena and Convention Center eröffnet, als die Penguins ihr erstes AHL-Spiel gegen die Kentucky Thoroughblades absolvierten. 2001 wurde das AHL All-Star Classic in der Arena ausgetragen.
Später wurden die Namensrechte von der First Union aufgekauft und das Stadion in First Union Arena at Casey Plaza umbenannt. In der Arena finden neben Eishockeyspielen auch Konzerte statt, so waren bekannte Musiker wie Elton John und Cher zu Gast.

### Zuschauerzahlen
| Saison  | Heim- spiele | Zuschauer- zahl | Zuschauer- schnitt | Auslastung | max. Kapazität |
| 1999/00 | 39           | 294.485         | 7.551              | 93,8 %     | 8.050          |
| 2000/01 | 40           | 330.135         | 8.253              | 102,5 %    | 8.050          |
| 2001/02 | 40           | 333.501         | 8.338              | 103,6 %    | 8.050          |
| 2002/03 | 40           | 332.165         | 8.304              | 103,2 %    | 8.050          |
| 2003/04 | 40           | 331.928         | 8.298              | 103,1 %    | 8.050          |
| 2004/05 | 40           | 327.863         | 8.196              | 101,8 %    | 8.050          |
| 2005/06 | 40           | 325.229         | 8.131              | 101,0 %    | 8.050          |
| 2006/07 | 40           | 321.199         | 8.030              | 99,8 %     | 8.050          |
| 2007/08 | 40           | 306.662         | 7.667              | 95,2 %     | 8.050          |
| 2008/09 | 40           | 279.347         | 6.984              | 86,8 %     | 8.050          |
| 2009/10 | 40           | 250.790         | 6.270              | 77,9 %     | 8.050          |
| 2010/11 | 40           | 254.411         | 6.360              | 79,0 %     | 8.050          |
| 2011/12 | 38           | 229.053         | 6.027              | 74,8 %     | 8.050          |
| Gesamt  | 517          | 3.916.768       | 7.575              | 94,1 %     | —              |

Die Penguins gewannen in den ersten Jahren nach ihrer Ansiedlung in Wilkes-Barre rasch eine große Fanbasis und wiesen stets einen der höchsten Zuschauerschnitte im gesamten Minor-League-Bereich unter der National Hockey League in Nordamerika auf. Mit dem ersten Spiel am 13. November 1999 begann die AHL-Rekordserie der Penguins, die in 144 Spielen in Folge ein ausverkauftes Stadion vermeldeten. Teilweise lag dabei der Gesamtzuschauerschnitt deutlich über der eigentlich für Eishockeyspiele vorgesehenen Zuschauerzahl in der Mohegan Sun Arena at Casey Plaza. Begünstigt wurde der große Zuspruch von Fanseite durch den sportlichen Erfolg der Mannschaft, die 2001 und 2004 jeweils in das Calder-Cup-Finale einzog. Seit der Saison 2001/02 sind die Zuschauerzahlen allerdings konstant rückläufig, zunächst kaum spürbar, jedoch fiel der Zuschauerschnitt zwischen der Saison 2007/08 und der Saison 2009/10 um 1.397 pro Spiel. Die Auslastung sank von 95,2 % auf 77,9 %. Daran konnte auch das erneute Erreichen des Calder-Cup-Finales 2008 nichts ändern.

## Farmteams
Die Wilkes-Barre/Scranton Penguins sind seit ihrer Gründung im Jahr 1999 das Farmteam der Pittsburgh Penguins aus der National Hockey League. Das Franchise verfügt selbst mit den Wheeling Nailers aus der ECHL über ein Farmteam. Diese Zusammenarbeit besteht seit 2000 und dient zur Förderung von Spielern, für die sich kein Platz im AHL-Kader der Penguins findet.

## Diverses

### Logos
Die Wilkes-Barre/Scranton Penguins starteten in ihre Premierensaison mit einem Hauptlogo, welches sich vom aktuellen Hauptlogo lediglich durch minimale farbliche Änderungen unterscheidet. Die Darstellung, ein Pinguin mit einem Eishockeyschläger in den Händen, blieb bis heute unverändert. Das kreisförmig gehaltene Logo enthält in der Version von 1999 eine in senfgelb gehaltene Umrandung. Nach einem etwas dickeren weißen Streifen folgt innerhalb eines in rot dargestellten Abschnitts ein Schriftzug in Großbuchstaben, der den Namen des Franchise beinhaltet, auf den Schrägstrich und den Zusatz Penguins allerdings verzichtet. Der dargestellte Pinguin weist partielle anthropomorphe Züge auf.
Das aktuelle Hauptlogo, das seit der Saison 2004/05 besteht, erfuhr im Vergleich zur Version von 1999 nur unwesentliche Veränderungen. Die Struktur und Symbolik blieben soweit erhalten. Weiterhin dient ein Pinguin als Hauptlogo des Franchises. Seine Gestalt blieb unverändert, während einige kleinere farbliche Anpassungen vorgenommen wurden. Der Umriss des Logos, der Schnabel des Pinguins, der Eishockeyschläger und die inneren Linien sind in hellgrau gehalten.
Neben den beiden Hauptlogos verfügt das Franchise auch über zwei sogenannte „Zweitlogos“. In diesen entfällt der Name des Teams und das kreisförmige Design.
Weiters wurde für das fünfte Jubiläum in der Saison 2003/04 ein spezielles Alternativlogo erschaffen, das den Pinguin in der Farbkombination des Hauptlogos vor einem anderen Hintergrund darstellt. Auf der linken Seite ist das Gründungsjahr des aktuellen Franchise integriert, auf der Gegenseite das Jahr des fünfjährigen Bestehens. Hinter dem Pinguin und zum Teil durch ihn verdeckt ist ein großes „V“ abgebildet, das das fünfjährige Bestehen des Franchise symbolisiert. Auch zum zehnten Jubiläum der Penguins wurde ein Alternativlogo in Umlauf gebracht. Die Gestaltung des Pinguins folgt dem Hauptlogo in der Version von 2004. Der Hintergrund wurde an den neuen Stil angepasst. Passend zum weiß-schwarzen Stil ist das „X“ im Hintergrund hellgrauen und mit schwarzen Rändern umrahmt. An den Seiten des Buchstabens sind Gründungsjahr und Jubiläumsjahr zu sehen. Im Gegensatz zu früheren Alternativlogos ist dieses in ovaler Form gehalten.

### Maskottchen
Das Maskottchen des Teams ist Tux, ein anthropomorpher Pinguin und Namensvetter des Linux-Maskottchens. Es trägt ein Trikot der Wilkes-Barre/Scranton Penguins mit der Rückennummer 99. Seit Aufnahme des Spielbetriebs 1999 unterhält es die Zuschauer bei den Heimspielen, indem es verschiedene Bewegungen und Tänze vollführt, auf dem Eis herumläuft und sich mit anderen Maskottchen prügelt. Tux kann auch zu diversen Events wie Sponsorentreffen und öffentlichen Feiern, aber auch zu Krankenhausbesuchen und weiteren Anlässen gebucht werden.

## Saisonstatistik
Abkürzungen: GP = Spiele, W = Siege, L = Niederlagen, OTL = Niederlagen nach Overtime SOL = Niederlagen nach Shootout, Pts = Punkte, GF = Erzielte Tore, GA = Gegentore, PIM = Strafminuten
| Saison  | GP   | W   | L   | T  | OTL | SOL | Pts  | GF   | GA   | PIM   | Platz            | Playoffs |
| 1999/00 | 80   | 23  | 43  | 9  | 5   | —   | 60   | 236  | 306  | 1684  | 5., Empire State | nicht qualifiziert |
| 2000/01 | 80   | 36  | 33  | 9  | 2   | —   | 83   | 252  | 248  | 2295  | 2., Mid-Atlantic | Sieg im Division Halbfinale, 3:2 (Syracuse) Sieg im Division Finale, 4:2 (Philadelphia) Sieg im Conference-Finale, 4:0 (Hershey) Niederlage im Calder-Cup-Finale, 2:4 (Saint John)   |
| 2001/02 | 80   | 20  | 44  | 13 | 3   | —   | 56   | 201  | 274  | 2807  | 4., South        | nicht qualifiziert |
| 2002/03 | 80   | 36  | 32  | 7  | 5   | —   | 84   | 245  | 248  | 1552  | 3., South        | Niederlage im Conference Viertelfinale, 1:3 (Grand Rapids) |
| 2003/04 | 80   | 34  | 28  | 10 | 8   | —   | 86   | 197  | 197  | 1767  | 3., East         | Sieg im Division Halbfinale, 4:3 (Bridgeport) Sieg im Division Finale, 4:2 (Philadelphia) Sieg im Conference-Finale, 4:3 (Hartford) Niederlage im Calder-Cup-Finale, 0:4 (Milwaukee) |
| 2004/05 | 80   | 39  | 27  | —  | 7   | 7   | 92   | 227  | 219  | 1943  | 4., East         | Sieg im Division Halbfinale, 4:2 (Binghamton) Niederlage im Division Finale, 1:4 (Philadelphia)                                                                                      |
| 2005/06 | 80   | 51  | 18  | —  | 5   | 6   | 113  | 249  | 178  | 2101  | 1., East         | Sieg im Division Halbfinale, 4:3 (Bridgeport) Niederlage im Division Finale, 0:4 (Hershey)                                                                                           |
| 2006/07 | 80   | 51  | 23  | —  | 2   | 4   | 108  | 276  | 221  | 1763  | 2., East         | Sieg im Division Halbfinale, 4:2 (Norfolk) Niederlage im Division Finale, 1:4 (Hershey)                                                                                              |
| 2007/08 | 80   | 47  | 26  | —  | 3   | 4   | 101  | 223  | 187  | 1409  | 1., East         | Sieg im Division Halbfinale, 4:1 (Hershey) Sieg im Division Finale, 4:1 (Philadelphia) Sieg im Conference-Finale, 4:3 (Portland) Niederlage im Calder-Cup-Finale, 2:4 (Chicago)      |
| 2008/09 | 80   | 49  | 25  | —  | 3   | 3   | 104  | 274  | 212  | 1422  | 3., East         | Sieg im Division Halbfinale, 4:1 (Bridgeport) Niederlage im Division Finale, 3:4 (Hershey)                                                                                           |
| 2009/10 | 80   | 41  | 34  | —  | 2   | 3   | 87   | 239  | 229  | 1515  | 3., East         | Niederlage im Division Halbfinale, 0:4 (Albany) |
| 2010/11 | 80   | 58  | 21  | —  | 0   | 1   | 117  | 261  | 183  | 1433  | 1., East         | Sieg im Division Halbfinale, 4:2 (Norfolk) Niederlage im Division Finale, 2:4 (Charlotte)                                                                                            |
| 2011/12 | 76   | 44  | 25  | —  | 2   | 5   | 95   | 235  | 215  | 1198  | 2., East         | Sieg im Conference-Viertelfinale, 3:2 (Hershey) Niederlage im Conference-Halbfinale, 3:4 (St. John’s)                                                                                |
| 2012/13 | 76   | 42  | 30  | —  | 2   | 2   | 88   | 185  | 187  | 1590  | 3., East         | Sieg im Conference-Viertelfinale, 3:0 (Binghamton) Sieg im Conference-Halbfinale, 4:3 (Providence) Niederlage im Conference-Finale, 1:4 (Syracuse)                                   |
| 2013/14 | 76   | 42  | 26  | —  | 3   | 5   | 92   | 206  | 185  | 1532  | 2., East         | Sieg im Conference-Viertelfinale, 3:1 (Binghamton) Sieg im Conference-Halbfinale, 4:3 (Providence) Niederlage im Conference-Finale, 2:4 (St. John’s)                                 |
| 2014/15 | 76   | 45  | 24  | —  | 3   | 4   | 97   | 212  | 163  | 1338  | 2., East         | Sieg im Conference-Viertelfinale, 3:0 (Syracuse) Niederlage im Conference-Halbfinale, 1:4 (Manchester)                                                                               |
| Gesamt  | 1264 | 658 | 459 | 48 | 55  | 44  | 1463 | 3718 | 3443 | 27349 |                  | 14 Playoff-Teilnahmen 34 Serien: 20 Siege, 14 Niederlagen 185 Spiele: 94 Siege, 91 Niederlagen                                                                                       |

## Erfolge und Ehrungen

### Sportliche Erfolge
| Trophäe                     | Saison                  |
| F. G. „Teddy“ Oke Trophy    | 2005/06 2007/08 2010/11 |
| Frank S. Mathers Trophy     | 2010/11                 |
| Macgregor Kilpatrick Trophy | 2010/11                 |
| Richard F. Canning Trophy   | 2003/04 2007/08         |
| Robert W. Clarke Trophy     | 2000/01                 |

Die Wilkes-Barre/Scranton Penguins erreichten in ihrer Franchisegeschichte bisher dreimal die Finalspiele um den Calder Cup, die sie allerdings allesamt verloren. 2001 gewann das Team die Robert W. Clarke Trophy, nachdem es im Western-Conference-Finale die Hershey Bears mit einem Sweep bezwungen hatte. Anschließend wurde die Finalserie um den Calder Cup in sechs Spielen gegen die Saint John Flames verloren. In der Saison 2003/04 setzte sich die Mannschaft im Eastern-Conference-Finale gegen den Hartford Wolf Pack durch und gewann die Richard F. Canning Trophy.
Dieser Erfolg wurde vier Jahre später wiederholt, als sich das Team im Conference-Finale gegen die Portland Pirates durchsetzte. Das anschließende Aufeinandertreffen im Calder-Cup-Finale gegen die Chicago Wolves wurde allerdings nicht erfolgreich gestaltet und die Penguins verloren die Serie in sechs Begegnungen. In der Saison 2005/06 hatte die Mannschaft erstmals die F. G. „Teddy“ Oke Trophy gewonnen, nachdem es die reguläre Saison als Gewinner der East Division abgeschlossen hatte. Zwei Jahre später war das Team erneut auf Platz eins in der East Division klassiert.
In der Saison 2010/11 gewann die Mannschaft erstmals die Macgregor Kilpatrick Trophy, nachdem die Penguins eine neue Rekordzahl an Siegen in der regulären Saison verbucht hatten und nach 76 absolvierten Begegnungen nicht mehr als punktbestes Team der Liga zu verdrängen waren. Mit 117 Punkten erreichten sie zum Saisonende einen Franchise-Rekord und erhielten erstmals die Frank S. Mathers Trophy als punktbeste Mannschaft der Eastern Conference.

### AHL Awards und All-Star Team-Nominierungen
| Auszeichnung                        | Name                                   | Saison          |
| Aldege „Baz“ Bastien Memorial Award | Dany Sabourin                          | 2005/06         |
| Aldege „Baz“ Bastien Memorial Award | Brad Thiessen                          | 2010/11         |
| Eddie Shore Award                   | John Slaney                            | 2000/01         |
| Harry „Hap“ Holmes Memorial Award   | Dany Sabourin John Curry Brad Thiessen | 2005/06 2010/11 |
| Louis A. R. Pieri Memorial Award    | John Hynes                             | 2010/11         |
| Yanick Dupré Memorial Award         | Matt Carkner                           | 2006/07         |
| All-Rookie Team                     | Toby Petersen                          | 2000/01         |
| All-Rookie Team                     | Michel Ouellet                         | 2003/04         |
| All-Rookie Team                     | John Curry                             | 2007/08         |
| All-Rookie Team                     | Alex Goligoski                         | 2007/08         |
| First All-Star Team                 | John Slaney*                           | 2000/01         |
| First All-Star Team                 | Dany Sabourin                          | 2005/06         |
| First All-Star Team                 | Micki DuPont                           | 2006/07         |
| First All-Star Team                 | Brad Thiessen                          | 2010/11         |
| Second All-Star Team                | Ben Lovejoy                            | 2008/09         |
| Second All-Star Team                | Janne Pesonen                          | 2008/09         |

* spielte während der Saison 2000/01 auch bei den Philadelphia Phantoms
Seit der Gründung des Franchises gelang es fünf Spielern der Wilkes-Barre/Scranton Penguins einen der individuellen AHL Awards zu gewinnen. Zudem schafften es sechs Spieler in eines der All-Star-Teams sowie vier weitere ins All-Rookie Team.

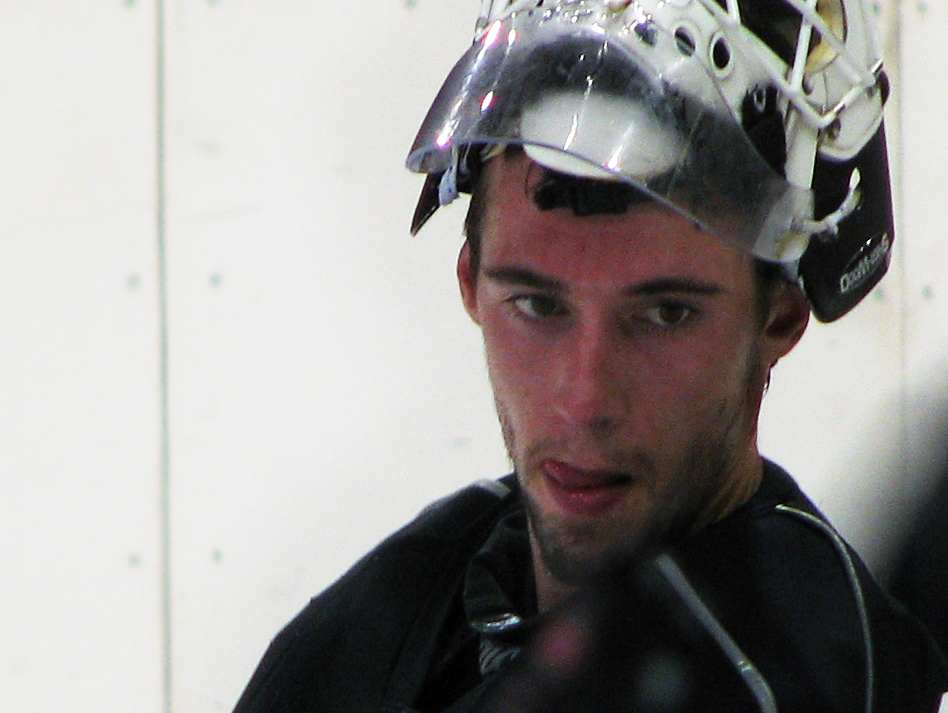
Dany Sabourin war in der Saison 2005/06 der beste Torwart der regulären Saison

John Slaney gewann 2001 als erster Spieler der Franchisegeschichte eine individuelle Auszeichnung und wurde als bester Verteidiger der regulären Saison mit dem Eddie Shore Award ausgezeichnet. In der Saison 2005/06 schlossen die Penguins die reguläre Saison mit der Rekordzahl von 113 Punkten ab und stellten mit 178 Gegentoren die beste Defensive der Liga. Entscheidenden Anteil an diesem Erfolg hatte der Torhüter Dany Sabourin, der eine Fangquote von 92,2 % erreichte und als bester Schlussmann der Saison mit dem Aldege „Baz“ Bastien Memorial Award geehrt wurde. Außerdem wurde ihm in der gleichen Saison auch der Harry „Hap“ Holmes Memorial Award für den Torwart mit dem geringsten Gegentorschnitt verliehen. 2007 wurde Matt Carkner, der durch besonderes Engagement in der Öffentlichkeit aufgefallen war, mit dem Yanick Dupré Memorial Award ausgezeichnet. Im April 2011 wurde Brad Thiessen als zweiter Torwart der Franchise-Geschichte mit dem Aldege „Baz“ Bastien Memorial Award ausgezeichnet, nachdem er im Verlauf der Saison 2010/11 eine Rekordzahl an Siegen verbucht hatte. Bis zu diesem Zeitpunkt hatte er 34 von 44 Begegnungen in der regulären Saison mit den Penguins gewonnen und eine Fangquote von 92,2 % sowie sieben Shutouts erreicht. Wenige Tage später wurde Cheftrainer John Hynes mit dem Louis A. R. Pieri Memorial Award als Trainer des Jahres geehrt, nachdem er in seiner Premierensaison das Team auf den ersten Platz der East Division geführt hatte und als punktbeste Mannschaft der regulären Saison die Macgregor Kilpatrick Trophy gewonnen hatte.
John Slaney wurde es in der Saison 2000/01 als erster Spieler des Teams ins AHL First All-Star Team gewählt. In seinen ersten beiden Saisons in Wilkes-Barre war er mit Abstand der torgefährlichste Verteidiger der Mannschaft. Dieselbe Ehre wurde auch Torwart Dany Sabourin in der Saison 2005/06 und Defensivspieler Micki DuPont eine Spielzeit später zuteil. In der Saison 2008/09 wurden Ben Lovejoy und Janne Pesonen ins AHL Second All-Star Team gewählt. Ende März 2011 wurde Torwart Brad Thiessen ins First All-Star Team der Saison 2010/11 gewählt, nachdem er bis zu diesem Zeitpunkt in 42 Begegnungen im Tor der Penguins gestanden und eine Fangquote von 92,4 % und sieben Shutouts erreicht hatte.
Neben Toby Petersen in der Saison 2000/01 fanden auch Michel Ouellet in der Spielzeit 2003/04 sowie John Curry und Alex Goligoski vier Jahre später die Aufnahme ins AHL All-Rookie Team.

### AHL All-Star Classic-Nominierungen
| Jahr | Name            |
| 2000 | John Slaney     |
| 2001 | Toby Petersen   |
| 2001 | John Slaney     |
| 2001 | Billy Tibbetts* |
| 2001 | Andrew Ference  |
| 2001 | Greg Crozier    |
| 2002 | Tom Kostopoulos |
| 2002 | Shane Endicott* |
| 2003 | Ross Lupaschuk  |
| 2003 | Tomáš Surový    |
| 2003 | Milan Kraft*    |
| 2004 | Matt Murley     |
| 2005 | Michel Ouellet  |
| 2006 | Noah Welch      |
| 2006 | Dany Sabourin   |
| 2006 | Tomáš Surový*   |
| 2006 | Michel Ouellet* |
| 2006 | Joe Mullen**    |

| Jahr | Name              |
| 2007 | Jonathan Filewich |
| 2007 | Noah Welch*       |
| 2007 | Todd Richards**   |
| 2008 | Alex Goligoski    |
| 2008 | Jeff Taffe*       |
| 2009 | Ben Lovejoy       |
| 2009 | Jeff Taffe        |
| 2009 | Chris Minard      |
| 2010 | Dustin Jeffrey    |
| 2011 | Brad Thiessen*    |
| 2011 | Dustin Jeffrey    |
| 2011 | John Curry        |
| 2011 | John Hynes**      |
| 2012 | Simon Després     |
| 2012 | Colin McDonald    |

Insgesamt wurden bis 2011 30 Spieler der Wilkes-Barre/Scranton Penguins von den Fans aufgrund ihrer Beliebtheit ins All-Star Classic gewählt oder aufgrund ihrer Leistungen von den Trainern nominiert.
In der Premierensaison des Franchises wurde Verteidiger John Slaney als einziger Spieler des Teams für das All-Star Classic 2000 nominiert. Ein Jahr später wurde das All-Star Classic in der First Union Arena at Casey Plaza in Wilkes-Barre ausgetragen. Auf Seiten der Penguins war die Rekordzahl von fünf Spieler nominiert, von denen Toby Petersen und John Slaney in der Startformation standen. Alle vier eingesetzten Spieler erzielten mindestens einen Punkt, Slaney und Greg Crozier sammelten je drei Scorerpunkte. Außerdem wurde Slaney zum Most Valuable Player des Spiels gewählt. 2002 fand Tom Kostopoulos eine Berücksichtigung für das All-Star Classic und auch er war mit zwei Punkten für das Team der Canadian AHL All-Stars erfolgreich. Nachdem im Jahr 2003 mit Ross Lupaschuk, Tomáš Surový und Milan Kraft drei Spieler der Penguins für das All-Star Classic nominiert worden waren, von denen Kraft nicht zum Einsatz gekommen war, stellte in den folgenden zwei Jahren das Franchise mit Matt Murley und Michel Ouellet jeweils einen Spieler fürs All-Star Classic.
Im Jahr 2006 wurden Surový und Ouellet zum zweiten Mal als Vertreter der Penguins zum Spiel eingeladen, allerdings nicht eingesetzt. Dany Sabourin und Noah Welch kamen bei diesem Spiel zum Einsatz und Sabourin, der im letzten Drittel für die Canadian AHL All-Stars zwischen den Pfosten stand, war der erste Torhüter in der Geschichte der Penguins, der in einem All-Star Classic eingesetzt wurde. Cheftrainer Joe Mullen stand, unterstützt von Assistenztrainer Al Sims, an der Bande für das Team der PlanetUSA, die das Spiel mit 4:9 verloren.
Ein Jahr später stellten die Pens mit Todd Richards erneut den Cheftrainer der PlanetUSA. Richards erhielt Unterstützung durch seinen Assistenten Dan Bylsma. 2008 war lediglich Alex Goligoski für die Penguins im Einsatz, weil Jeff Taffe verletzungsbedingt aussetzen musste. Ein Jahr später durfte Taffe für das Team der PlanetUSA AHL All-Stars auflaufen und stellte mit drei Toren und fünf Punkten einen neuen Franchiserekord auf. Ben Lovejoy und Chris Minard waren in diesem Spiel ebenfalls im Einsatz und blieben ohne Scorerpunkt.
Beim All-Star Classic 2010 stand Dustin Jeffrey in der Startformation und erzielte zwei Punkte für die Canadian AHL All-Stars. Ein Jahr später wurde das Format des All-Star Games geändert und John Hynes zusammen mit Jared Bednar von den Peoria Rivermen als Cheftrainer der Western Conference All-Stars nominiert, da die beiden Mannschaften zum Zeitpunkt der Deadline die Eastern Conference bzw. Western Conference anführten. Außerdem fand Torhüter Brad Thiessen eine Berücksichtigung fürs All-Star Game und wurde für die Startformation der AHL Eastern Conference nominiert. Wenige Tage vor dem Spiel musste er jedoch wegen einer Verletzung absagen und wurde durch den nachnominierten John Curry ersetzt. Als weiterer Vertreter der Penguins erhielt Dustin Jeffrey seine zweite Nominierung in Folge fürs All-Star Game.

## Franchiserekorde
Im Folgenden werden ausgewählte Spielerrekorde des Franchises sowohl über die gesamte Karriere als auch über einzelne Spielzeiten aufgeführt.

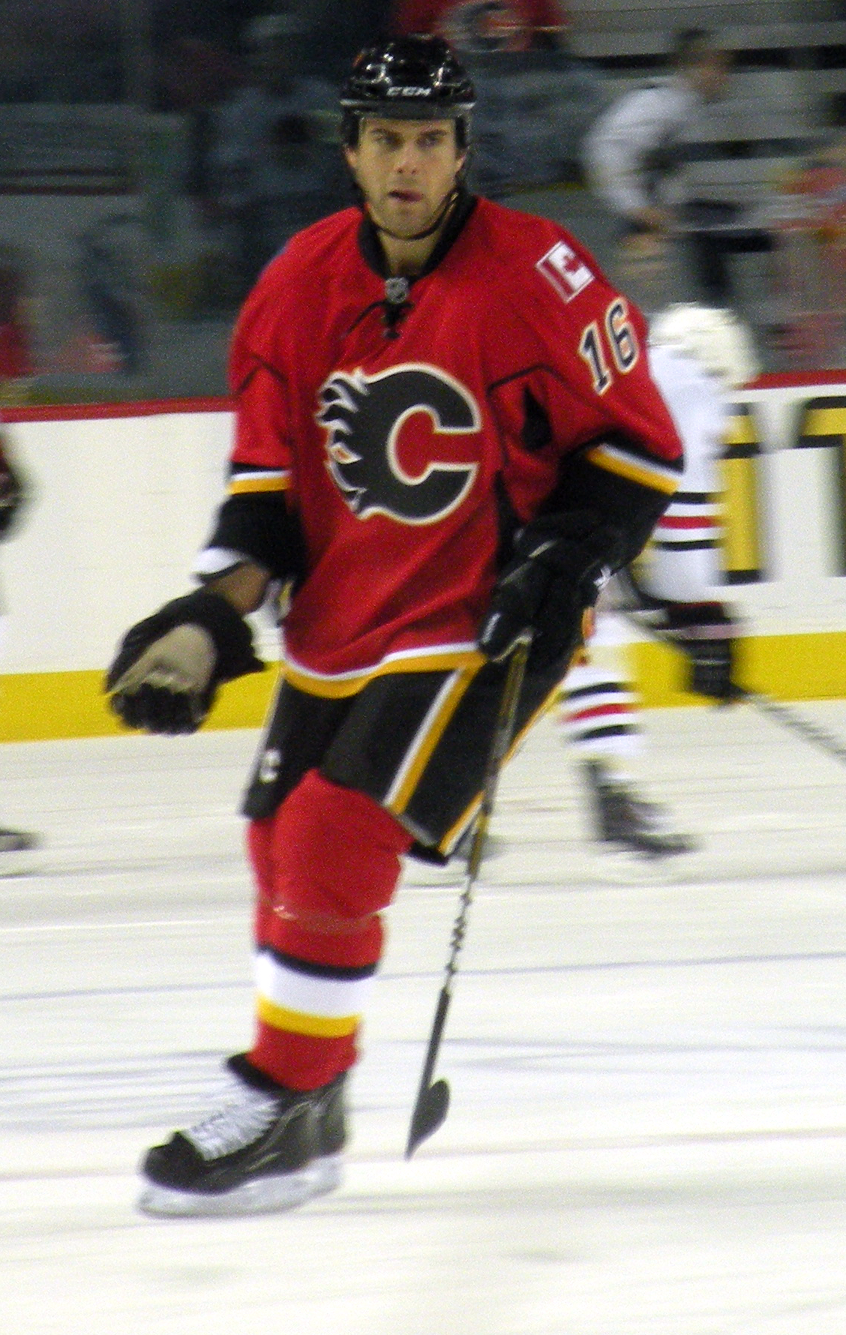
Tom Kostopoulos hält diverse Franchiserekorde der Penguins

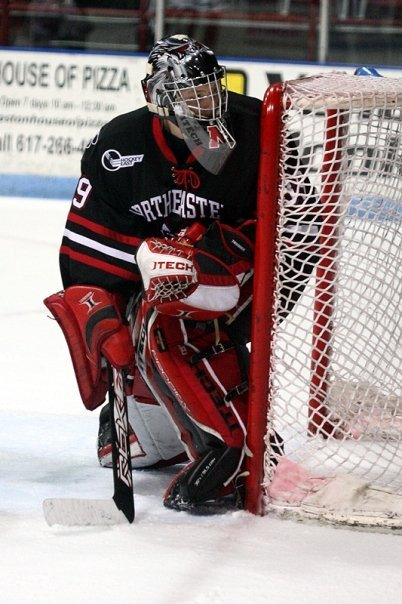
Brad Thiessen hält den Rekord für die meisten Saisonsiege eines Torwarts

### Karriere
|                           | Name            | Anzahl                       |
| Meiste Spiele             | Tom Kostopoulos | 318 (in fünf Spielzeiten)    |
| Meiste Tore               | Tom Kostopoulos | 97                           |
| Meiste Vorlagen           | Tom Kostopoulos | 149                          |
| Meiste Punkte             | Tom Kostopoulos | 246 (97 Tore + 149 Vorlagen) |
| Meiste Strafminuten       | Dennis Bonvie   | 1284                         |
| Meiste Siege als Torhüter | John Curry*     | 103                          |
| Meiste Shutouts           | Brad Thiessen*  | 11                           |

* aktiver Spieler; Stand nach Ende der Saison 2010/11

### Saison
|                               | Name                     | Anzahl                     | Saison    |
| Meiste Tore                   | Chris Minard             | 34                         | 2008/09   |
| Meiste Vorlagen               | Jeff Taffe Janne Pesonen | 50                         | 2008/09   |
| Meiste Punkte                 | Janne Pesonen            | 82 (32 Tore + 50 Vorlagen) | 2008/09   |
| Meiste Punkte als Rookie      | Toby Petersen            | 67 (26 Tore + 41 Vorlagen) | 2000/01   |
| Meiste Punkte als Verteidiger | John Slaney              | 60 (30 Tore + 30 Vorlagen) | 1999/2000 |
| Meiste Strafminuten           | Dennis Bonvie            | 431                        | 2005/06   |
| Meiste Siege als Torhüter     | Brad Thiessen            | 35                         | 2010/11   |

## Trainer
Die Penguins starteten mit Glenn Patrick als Cheftrainer in ihre Premierensaison. Mit einer Bilanz von 23 Siegen und 43 Niederlagen wurde der Einzug in die Endrunde klar verpasst. In der folgenden Saison zeigte sich das Team stark verbessert und scheiterte erst in den Finalspielen um den Calder Cup in sechs Spielen gegen die Saint John Flames. Nach dem Scheitern in der ersten Playoffrunde der Saison 2002/03 wurde Patrick von seinen Aufgaben entbunden. Als sein Nachfolger wurde Michel Therrien vorgestellt, der zuvor als Cheftrainer der Montréal Canadiens gearbeitet hatte.
Abkürzungen: GC = Spiele, W = Siege, L = Niederlagen, T = Unentschieden, OTL = Niederlagen nach
Overtime, Pts = Punkte, Win % = Siegquote
| Name             | Saison            | Reguläre Saison | Reguläre Saison | Reguläre Saison | Reguläre Saison | Reguläre Saison | Reguläre Saison | Reguläre Saison | Playoffs | Playoffs | Playoffs |
| Name             | Saison            | GC              | W               | L               | T               | OTL/SOL         | Pts             | Win %           | GC       | W        | L        |
| Glenn Patrick    | 1999/2000–2002/03 | 320             | 115             | 152             | 38              | 15              | 283             | .442            | 25       | 14       | 11       |
| Michel Therrien* | 2003/04–2004/05   | 185             | 94              | 56              | 12              | 23              | 223             | .602            | 35       | 17       | 18       |
| Rick Kehoe**     | 2005/06           | 3               | 2               | 1               | 0               | 0               | 4               | .667            | —        | —        | —        |
| Joe Mullen*      | 2005/06           | 52              | 28              | 16              | 3               | 5               | 64              | .615            | 11       | 4        | 7        |
| Todd Richards    | 2006/07–2007/08   | 160             | 98              | 49              | 0               | 13              | 209             | .653            | 34       | 19       | 15       |
| Dan Bylsma*      | 2008/09           | 54              | 35              | 16              | 1               | 2               | 73              | .676            | —        | —        | —        |
| Todd Reirden*    | 2008/09–2009/10   | 106             | 55              | 43              | 2               | 6               | 118             | .556            | 16       | 7        | 9        |
| John Hynes       | 2010/11–2014/15   | 384             | 231             | 126             | —               | 27              | 489             | .637            | 64       | 33       | 31       |
| Mike Sullivan    | 2015/16*          | 23              | 18              | 5               | —               | 0               | 36              | .783            | —        | —        | —        |
| Jay Leach        | seit 2015/16*     |                 |                 |                 |                 |                 |                 |                 |          |          |          |

* Wechsel während der laufenden Saison;
** Interimstrainer
Therrien führte die Baby Pens in seiner ersten Saison bis in die Calder-Cup-Finals, in denen das Team in einem Sweep den Milwaukee Admirals unterlag. Die Saison 2005/06 begann überaus erfolgreich und von den ersten 25 Spielen der regulären Saison wurden 21 Begegnungen gewonnen, ehe Therrien im Dezember 2005 nach der Entlassung von Eddie Olczyk zum Cheftrainer der Pittsburgh Penguins befördert wurde. Rick Kehoe war für drei Spiele Interimstrainer in Wilkes-Barre, bevor er für die restliche Spielzeit durch Joe Mullen abgelöst wurde.
Mullen führte das Team zu einem Franchiserekord von 113 Punkten in der regulären Saison und gewann die F. G. „Teddy“ Oke Trophy als punktbeste Mannschaft der East Division. Zur Saison 2006/07 folgte Todd Richards als Cheftrainer der Penguins. Während seiner zwei Saisons in Wilkes-Barre beendete das Team die reguläre Saison mit mindestens 47 Siegen und erreichte in der Spielzeit 2007/08 zum dritten Mal in der Franchisegeschichte die Finalspiele um den Calder Cup. Im Juli 2008 nahm Richards ein Angebot der San Jose Sharks an und wurde dort als Assistenztrainer tätig. Die freie Stelle als Cheftrainer in Wilkes-Barre wurde durch Dan Bylsma gefüllt, der während der Saison 2007/08 unter Todd Richards als Assistenztrainer bei den Baby Pens gearbeitet hatte. Nach 54 Spielen verließ er das Farmteam im Februar 2009 und nahm ein Angebot der Pittsburgh Penguins an, um dort Michel Therrien an der Bande abzulösen.
Todd Reirden löste Bylsma nach dessen Abgang in Wilkes-Barre ab. Reirden, der ursprünglich als Interimslösung vorgesehen war, führte das Team in der Saison 2008/09 bis in die zweite Playoffrunde, in denen die Penguins in sieben Spielen dem späteren Calder-Cup-Sieger Hershey Bears unterlagen. Im Juli 2010 nahm er ein Angebot der Pittsburgh Penguins an und füllte zusammen mit Tony Granato die Rolle eines Assistenztrainers aus. Die in Wilkes-Barre durch diesen Abgang vakante Position des Cheftrainers wurde mit John Hynes besetzt.
Als Assistenztrainer stand Hynes seit der Saison 2010/11 der ehemalige Spieler der Penguins Alain Nasreddine zur Seite. Zuvor hatten unter anderem Mike Yeo, Dan Bylsma, Todd Reirden und John Hynes diese Position ausgefüllt. Hynes verließ die Penguins nach insgesamt sechs Saisons, als er im Juni 2015 als neuer Cheftrainer der New Jersey Devils vorgestellt wurde. Sein Nachfolger wurde Mike Sullivan, der jedoch bereits nach 23 Spielen Mike Johnston in der NHL ablöste, in dessen Folge sein Assistent Jay Leach interimsweise übernahm.

## Spieler

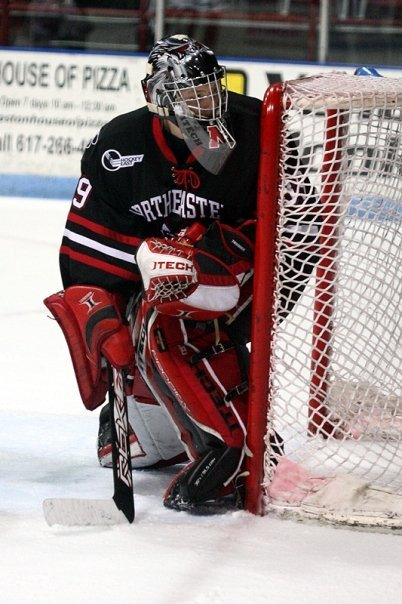
Torhüter Brad Thiessen
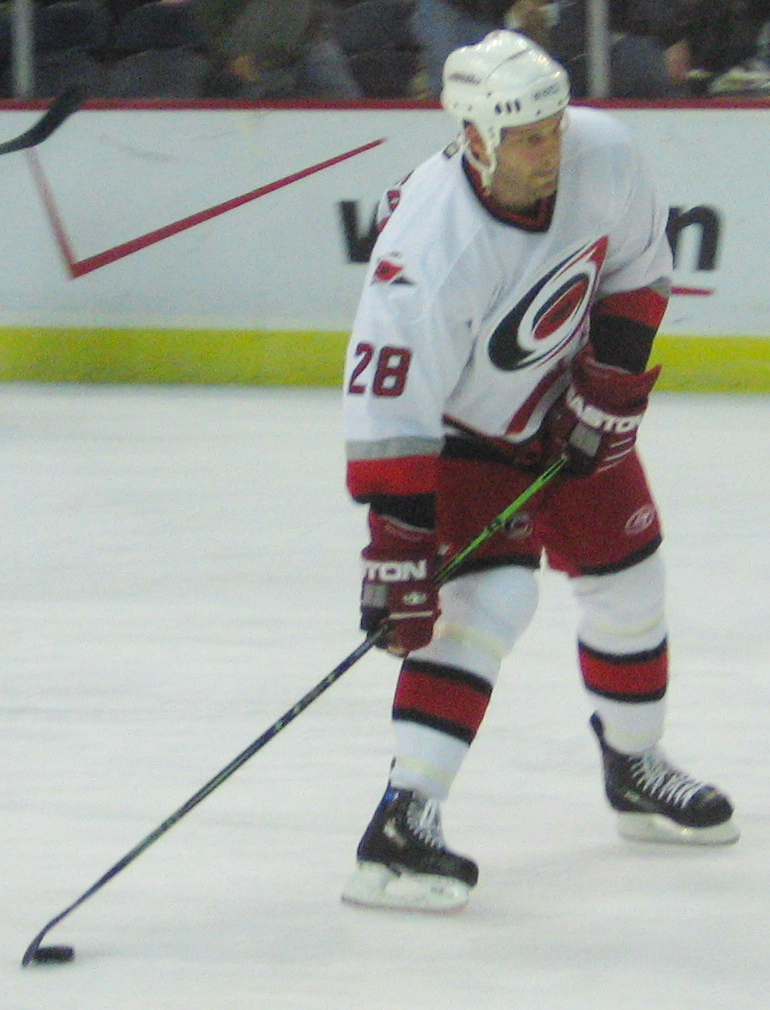
Andrew Hutchinson, einer der ehemaligen Alternativkapitäne
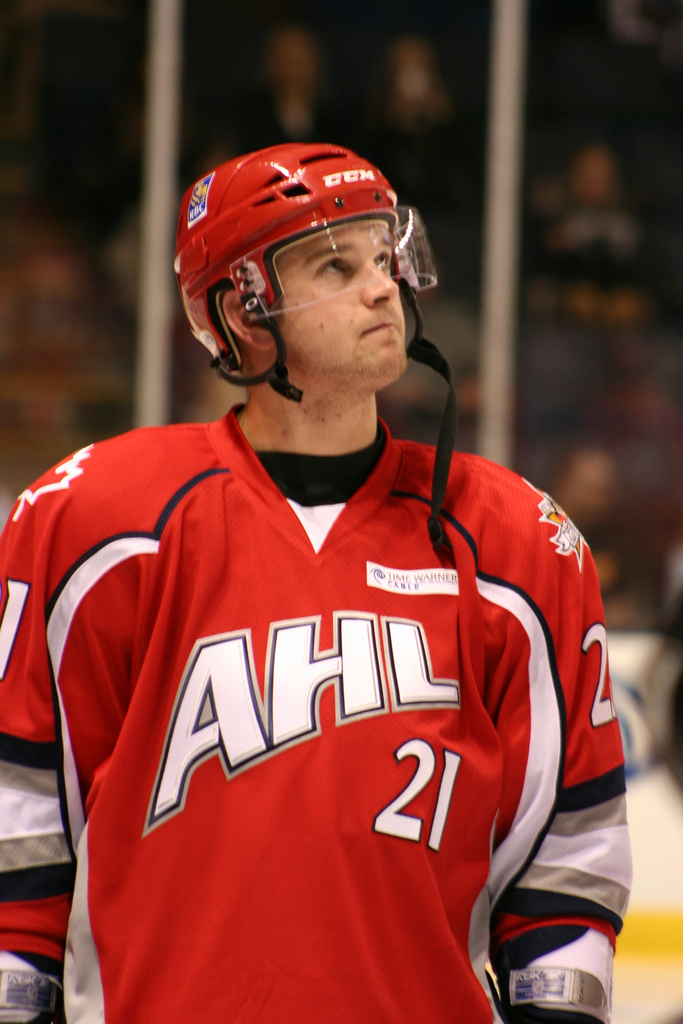
Stürmer Dustin Jeffrey
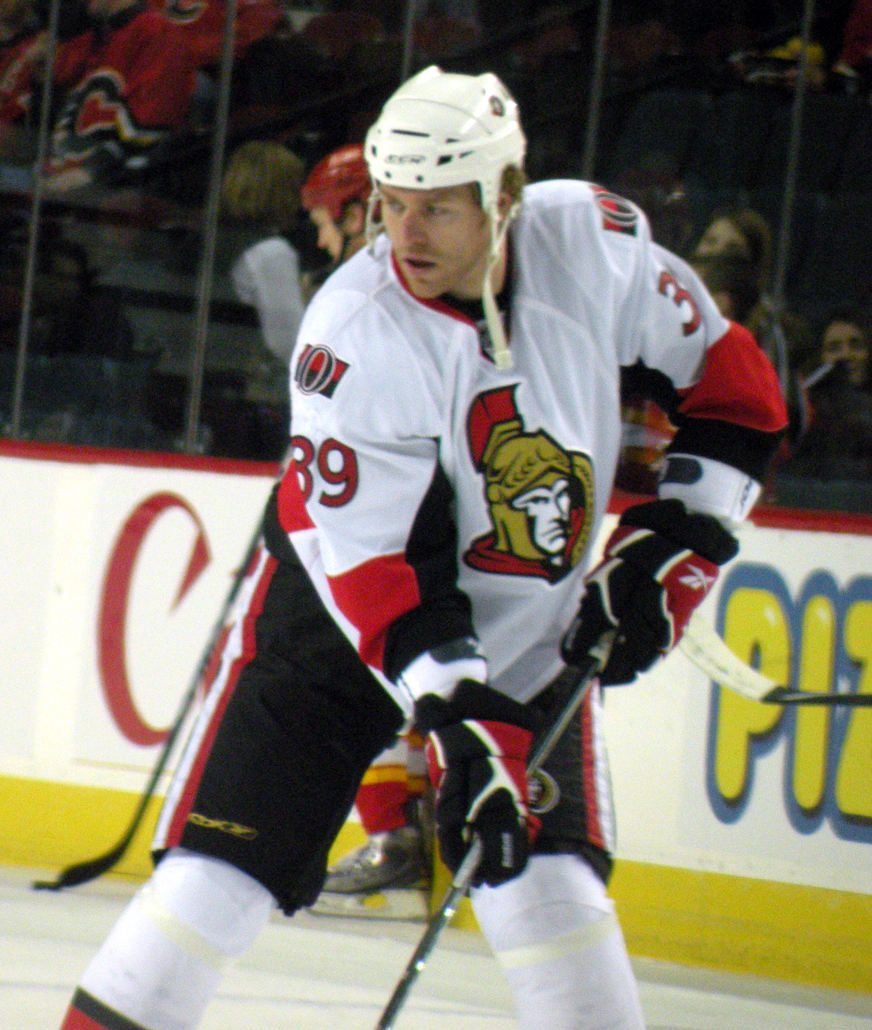
Matt Carkner, ein ehemaliger Verteidiger der Mannschaft
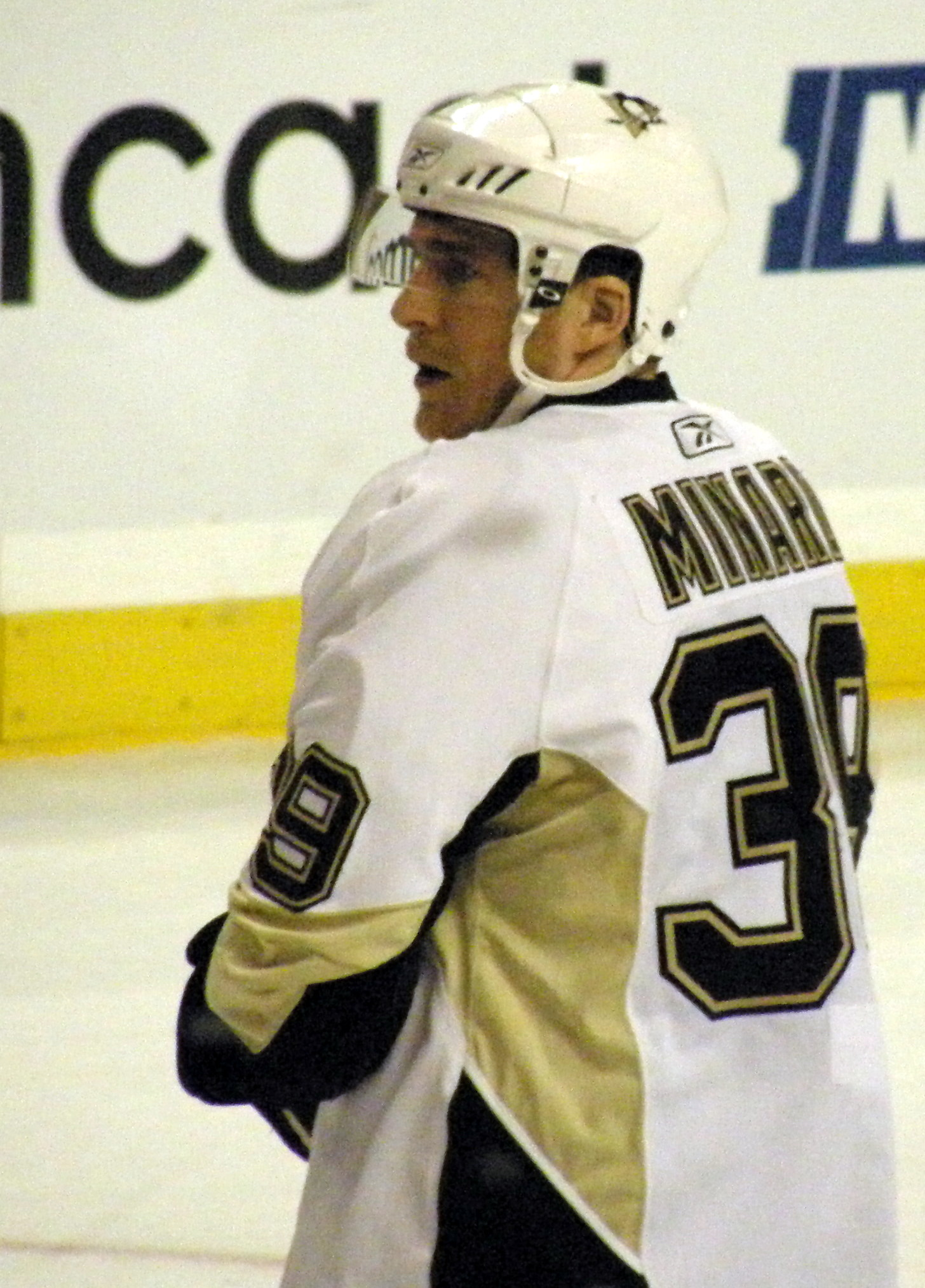
Chris Minard, ehemaliger Spieler in Wilkes-Barre

### Mannschaftskapitäne
| Jahr      | Name                                       |
| 1999–2000 | Tyler Wright Steve Leach John Slaney       |
| 2000–2001 | John Slaney Sven Butenschön                |
| 2001–2002 | Jason MacDonald                            |
| 2002–2003 | Tom Kostopoulos                            |
| 2003–2004 | Tom Kostopoulos Kris Beech Patrick Boileau |

| Jahr      | Name                         |
| 2004–2005 | Alain Nasreddine Rob Scuderi |
| 2005–2006 | Alain Nasreddine             |
| 2006–2007 | Micki DuPont                 |
| 2007–2008 | Nathan Smith                 |
| 2008–2009 | Dave Gove Connor James       |
| 2009–2010 | Wyatt Smith                  |
| 2010–2012 | Ryan Craig                   |

In der Geschichte der Wilkes-Barre/Scranton Penguins gab es bis 2011 16 verschiedene Spieler, die das Amt des Mannschaftskapitäns bekleideten.

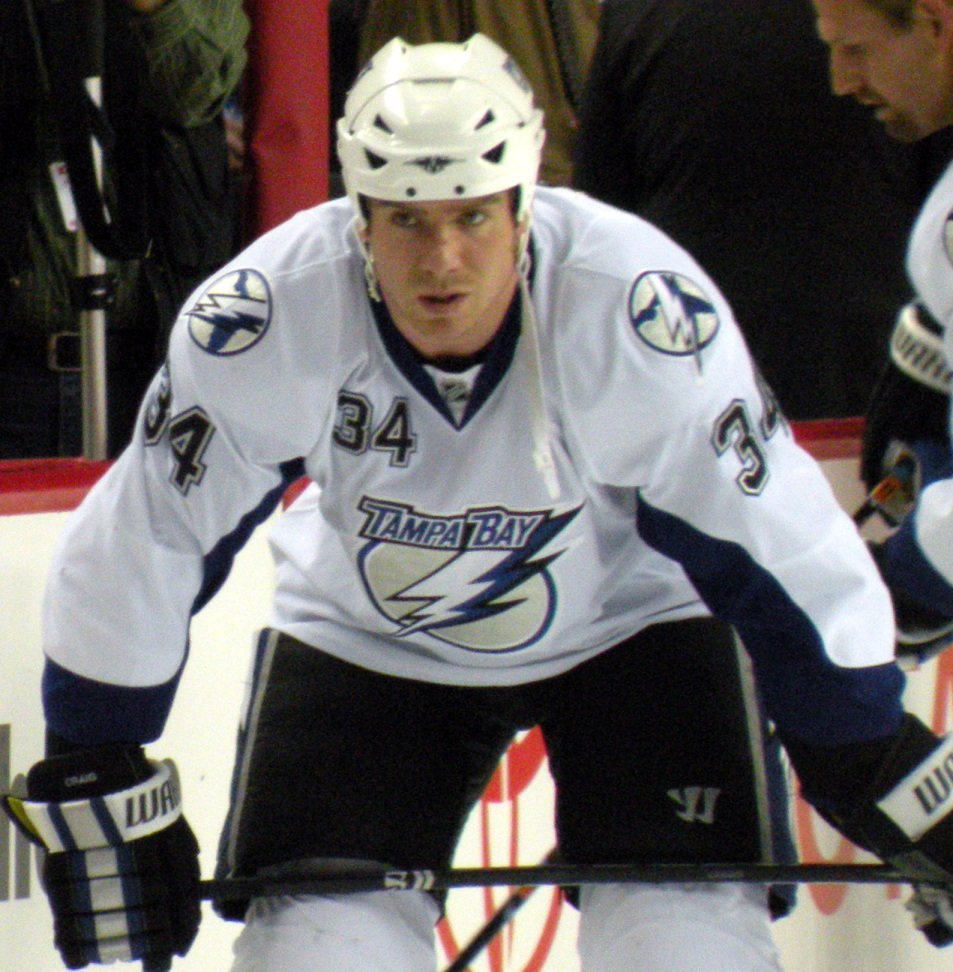
Ryan Craig war von 2010 bis 2012 Kapitän der Mannschaft

In der Premierensaison des Franchise trugen mit Tyler Wright, Steve Leach und John Slaney drei erfahrene Spieler abwechselnd das „C“ auf dem Trikot. Wright, Leach und Slaney hatten zuvor bereits einige Jahre in der National Hockey League gespielt. Einzig Slaney blieb auch in der Saison 2000/01 in Wilkes-Barre und mit Sven Butenschön wurde ihm ein zweiter Mannschaftsführer zur Seite gestellt. Nachdem nach einer Saison beide das Team verlassen hatten, wurde Jason MacDonald zum Mannschaftskapitän gewählt, der für seine harte Spielweise bekannt war. Obwohl MacDonald auch in der Saison 2002/03 für die Mannschaft spielte, wurde ihm das „C“ entzogen und an Tom Kostopoulos weitergegeben. Der rechte Flügelstürmer stand bereits in seiner vierten Saison in Wilkes-Barre auf dem Eis und begann auch die folgende Saison als Kapitän.
Die Position als Mannschaftsführer wurde nach dessen Abgang durch das Duo Kris Beech und Patrick Boileau besetzt, ehe zur Saison 2004/05 mit Alain Nasreddine wieder ein erfahrener Spieler zum Kapitän befördert wurde. Zwischenzeitlich vertrat ihn der Verteidiger Rob Scuderi, ehe Nasreddine zur folgenden Spielzeit als alleiniger Kapitän eingesetzt wurde. Sein Nachfolger zur Saison 2006/07 wurde Micki DuPont, der sein Amt eine Saison ausführte, ehe er im Juli 2007 nach St. Louis wechselte. Der Center Nathan Smith war ebenfalls lediglich eine Saison als Kapitän tätig, da er anschließend nach Colorado ging. In der Saison 2008/09 starteten die Penguins mit David Gove als Mannschaftsführer, der nicht überzeugte und durch Connor James abgelöst wurde. Nachdem auch dieser die Mannschaft verlassen hatte, schenkte das Management dem Center Wyatt Smith das Vertrauen und ernannten ihn zum Kapitän. Zur Saison 2010/11 folgte auf ihn Ryan Craig.

### Franchise-Top-Punktesammler
Die zehn besten Punktesammler in der Geschichte des Franchise bis zum Ende der regulären Saison 2010/11 und der Playoffs 2011.
Abkürzungen: Pos = Position, GP = Spiele, G = Tore, A = Vorlagen, Pts = Punkte, P/G = Punkte pro Spiel
| Name            | Pos | Saison          | GP  | G  | A   | Pts | P/G  |
| Tom Kostopoulos | RW  | 1999/00–2003/04 | 318 | 97 | 149 | 246 | 0,77 |
| Tomáš Surový    | LW  | 2001/02–2005/06 | 239 | 89 | 88  | 177 | 0,74 |
| Toby Petersen   | C   | 2000/01–2003/04 | 215 | 72 | 105 | 177 | 0,82 |
| Shane Endicott  | C   | 2001/02–2005/06 | 292 | 73 | 93  | 166 | 0,57 |
| Dustin Jeffrey  | C   | seit 2008/09    | 180 | 52 | 101 | 153 | 0,85 |
| Kris Beech      | C   | 2002/03–2004/05 | 171 | 53 | 97  | 150 | 0,88 |
| Michel Ouellet  | RW  | 2002/03–2005/06 | 182 | 71 | 73  | 144 | 0,79 |
| Éric Meloche    | RW  | 2000/01–2003/04 | 249 | 61 | 77  | 138 | 0,55 |
| Tim Wallace     | RW  | 2006/07–2010/11 | 304 | 75 | 62  | 137 | 0,45 |
| Ryan Stone      | C   | 2005/06–2008/09 | 219 | 41 | 95  | 136 | 0,62 |

| Name            | Pos | GP | G  | A  | Pts | P/G  |
| Tom Kostopoulos | RW  | 51 | 11 | 27 | 38  | 0,75 |
| Alex Goligoski  | D   | 32 | 5  | 29 | 34  | 1,06 |
| Ryan Stone      | C   | 44 | 11 | 22 | 33  | 0,75 |
| Éric Meloche    | RW  | 50 | 16 | 16 | 32  | 0,64 |
| Chris Kelleher  | D   | 43 | 7  | 23 | 30  | 0,70 |
| Tomáš Surový    | LW  | 41 | 10 | 19 | 29  | 0,71 |
| Toby Petersen   | C   | 48 | 10 | 19 | 29  | 0,60 |
| Kris Beech      | C   | 38 | 14 | 13 | 27  | 0,71 |
| Tim Brent       | C   | 23 | 12 | 15 | 27  | 1,17 |
| Chris Minard    | C   | 35 | 17 | 9  | 26  | 0,74 |

### Ehemalige Spieler
Als Farmteam der Pittsburgh Penguins dient das Team seit seiner Gründung als Ausbildungsstätte von jungen Spielern sowie zur Aufnahme von Spielern, für die sich kein Platz im NHL-Kader in Pittsburgh findet. Ergänzt werden diese durch solche Akteure, die sich im Team der Wheeling Nailers durch ihre Leistungen für eine Beförderung empfehlen und nach Möglichkeit nach Wilkes-Barre geschickt werden. Als die Pittsburgh Penguins in der Saison 2008/09 ihren dritten Stanley Cup gewannen, gehörten Marc-André Fleury, Alex Goligoski, Kristopher Letang, Brooks Orpik, Rob Scuderi, Tyler Kennedy und Maxime Talbot dem Siegerkader an, die alle zuvor auch in Wilkes-Barre gespielt hatten. Neben Rekordspieler Tom Kostopoulos brachte es bisher einzig Rob Scuderi ebenfalls auf über 300 Einsätze in der regulären Saison für die Mannschaft in Wilkes-Barre. Mit Dave Karpa und Steve Leach waren außerdem langjährige NHL-Spieler für das Team aktiv, die beide gegen Ende ihrer Karriere für die Penguins aufs Eis gingen. Als die Penguins in der Saison 2015/16 ihren vierten Stanley Cup gewannen, standen mit Matt Murray, Jeff Zatkoff, Brian Dumoulin, Tom Kühnhackl, Beau Bennett, Bryan Rust, Conor Sheary, Ben Lovejoy, Derrick Pouliot und Oskar Sundqvist wieder viele Spieler im Kader, die vorher für Wilkes-Barre aktiv waren. Ähnlich sah es auch beim fünften Stanley-Cup-Sieg der Penguins in der Saison 2016/17 aus: Neben vielen Spielern aus dem Vorjahreskader standen auch die ehemaligen Wilkes-Barre-Spieler Jake Guentzel, Chad Ruhwedel, Carter Rowney und Josh Archibald im Kader.